# Newe Micha’el
Newe Micha’el (hebr.: נווה מיכאל) – moszaw położony w samorządzie regionu Matte Jehuda, w Dystrykcie Jerozolimy, w Izraelu.
Leży w górach Judei.

## Historia
Moszaw został założony w 1958 przez imigrantów z Iranu i Maroka.

## Gospodarka
Gospodarka moszawu opiera się na rolnictwie i sadownictwie.